# Wolności związkowe
Wolności związkowe – grupa podstawowych wolności człowieka związanych z tworzeniem, organizacją i funkcjonowaniem związków zawodowych i organizacji pracodawców.
Swobodę zrzeszania się wspomina akapit 2 preambuły do Konstytucji MOP, a stanowiąca załącznik do niej Deklaracja Filadelfijska w punkcie I b głosi wolność wypowiadania i zrzeszania się jest warunkiem nieodzownym trwałego postępu. 
Powszechna Deklaracja Praw Człowieka w artykule 20 postanawia Każdy człowiek ma prawo spokojnego zgromadzania i stowarzyszania się. Nikogo nie można zmuszać do należenia do jakiegoś stowarzyszenia. W art. 23 punkt 4 Każdy człowiek ma prawo do tworzenia związków zawodowych i do przystępowania do związków zawodowych dla ochrony swych interesów.

## Międzynarodowe kodyfikacje wolności związkowych
Pierwszy ogólnoświatowy, do dziś najszerszy kodeks wolności związkowych ustanowiły konwencje Międzynarodowej Organizacji Pracy zawarte tuż po II wojnie światowej:
- Konwencja nr 87 dotycząca wolności związkowej i ochrony praw związkowych z 1948 r.
- Konwencja nr 98 dotycząca stosowania zasad prawa organizowania się i rokowań zbiorowych z 1949 r.

Konwencja MOP nr 87 zobowiązała państwa będące jej stronami do zapewnienia pracownikom i pracodawcom swobody tworzenia organizacji broniących ich praw bez potrzeby uzyskiwania zezwolenia, a także swobody przystępowania do nich jedynie na warunkach ich statutów. Organizacjom takim zaś zagwarantowała swobodę kształtowania struktur wewnętrznych w statutach i regulaminach, swobodę wybierania władz organizacji, swobodę układania programu działania i prowadzenia działalności. W świetle Konwencji nr 87 organizacje pracodawców i organizacje pracowników powinny być wolne od wszelkiej arbitralnej ingerencji ze strony państwa, czy to polegającej na uzależnianiu przyznania im osobowości prawnej od wymogów wykluczających swobodę tworzenia organizacji lub przystępowania do nich, czy też na zawieszaniu lub rozwiązywaniu ich w drodze administracyjnej albo na przeszkadzaniu w działalności (np. na drodze uchwalania lub stosowania przepisów prawnych). Organizacje oraz pracodawcy i pracownicy muszą jednak w wykonywaniu swoich wolności związkowych przestrzegać przepisów prawa krajowego. Prawo to z kolei powinno być zgodne z zawartymi konwencjami.
Na Konwencję tę powołuje się Międzynarodowy Pakt Praw Obywatelskich i Politycznych w art. 22, podobnie Międzynarodowy Pakt Praw Gospodarczych, Społecznych i Kulturalnych w art. 8.
Prawa zrzeszania gwarantują też inne umowy międzynarodowe.
Konwencja nr 151 (1978) dotyczy prawa organizowania się i procedury określania warunków zatrudnienia w służbie publicznej, Konwencja nr 154 (1981) popierania rokowań zbiorowych, Konwencja nr 135 ochrony przedstawicieli pracowników w przedsiębiorstwach, Konwencja nr 145 trójstronnych konsultacji przedstawicieli rządu, pracodawców i pracowników. 
O prawie zrzeszania mówią także konwencje nr 11 z 1921 (o prawie zrzeszania się pracowników rolnych) i nr 141 z 1975 dotycząca organizacji pracowników rolnych (w tym również  dzierżawców, połowników i drobnych właścicieli ziemskich).